# Ekbatana
Ekbatana (staroperz. Haŋgmatana; grč. Agbatana prema Eshilu i Herodotu; Agámtanu prema Nabonidu; Agamatanu prema Behistunskim zapisima), antički je grad iz doba Medije i Perzijskog Carstva, danas Hamadan u modernom Iranu. Medijci su ga u doba Astijaga (Istuvegü) koristili kao glavni grad njihovog kraljevstva, dok ga 549. pr. Kr. osvaja perzijski vladar Kir Veliki i priključuje ga Perzijskom Carstvu. Riječ Ekbatana u doslovnom smislu znači „Mjesto okupljanja“.
Arheološki lokalitet Haŋgmatane pruža važne dokaze naseljenosti od skoro tri tisućljeća i više civilizacija koje su slijedile jedna za drugom, zbog čega je upisan na UNESCO-ov popis mjesta svjetske baštine u Aziji 2024. godine.

## Povijest

### Medija (678.-550. pr. Kr.)
Starogrčki izvori govore kako je Ekbatana bila glavni grad Medije, a njenu gradnju pripisuju Dejoku (Daiukku prema klinopisu), koji je oko grada dao izgraditi sedam koncentričnih gradskih zidina u različitim bojama.
U 5. stoljeću pr. Kr. grčki povjesničar Herodot o Ekbatani piše:

Medijci su sagradili grad Ekbatanu, s jakim zidinama velikih dimenizija, koji su u krugovima opasavali grad. Nacrt palače je takav da svaki zid natkriva onaj prethodni pomoću grudobrana. Priroda okolice ima oblik blagog brežuljka što odgovara navedenom razmještaju obrane, no položaj je uglavnom produkt ljudskog umijeća. Broj obrambenih zidina je sedam, a unutar zadnjeg i najmanjeg nalazi se kraljevska palača i riznica. Vanjski opsadni zid bio je podjednakih dimenzija zidina u Ateni. Na tom zidu grudobrani su bijele boje, na sljedećem crne, trećem crvene, četvrtom plave, petom narančaste; zidovi su ličeni bojama. Zadnja dva grudobrana bila su srebrne, odnosno zlatne boje. Sve navedene fortifikacije građene su za Dejoka i za obranu njegove palače.
Povjesničar Polibije također opisuje veličanstvene fortifikacije 1300 metara dužine koje su opasavale kraljevu palaču no ne i grad, a Ekbatanu naziva najbogatijim i najljepšim gradom svijeta. Danas se pretpostavlja kako su sedam navedenih zidina zapravo stepenasti zigurat.
Arheološka istraživanja Ekbatane i brda Hagmatana oskudijevaju pronalascima iz medijskog doba, dok obiluju onim iz partskog razdoblja. Također, Ekbatana se uopće ne spominje u asirskim zapisima. Neki povjesničari tvrde kako je Sagbita ili Sagbat iz asirskih zapisa raniji oblik naziva Ekbatana ili Hagmatana iz kasnijih grčkih i ahemenidskih izvora. Prema njihovim tvrdnjama, slovo „S“ postalo je slovom „H“ u mnogim iranskim jezicima. Sagbita iz asirskih zapisa bila je smještena nedaleko od gradova Kishesim (Kar-Nergal) i Harhar (Kar-Sharrukin).
Sir Henry Rawlinson pokušao je dokazati kako postoji drugi i stariji grad Ekbatana u Medija Atropateni kod današnjeg mjesta Takht-i-Suleiman, no zapisi na klinopisu govore kako je postojao samo jedan grad imena Ekbatana, a Takht-i Suleiman se spominje kao Ganzak ili Gazaca u antičko doba.

### Perzijsko Carstvo (550.-330. pr. Kr.)
Ekbatana, koja se nalazila podno planine Alvand, u vrijeme perzijskih kraljeva (od sredine 6. stoljeća pr. Kr.) iz dinastije Ahemenida postaje njihovom ljetnom rezidencijom. Grad je nakon perzijskog ustanka 550. pr. Kr. osvojio Kir Veliki i priključio ga Perzijskom Carstvu. Vladar Artakserkso II. u Ekbatani je dao izgraditi veliku terasu s brojnim stupovima.

### Partsko Carstvo (247. pr. Kr.-224.)
U doba vladavine Parta (3. stoljeće pr. Kr. - 3. stoljeće) korištena je kao jedan od glavnih gradova Partskog Carstva, uz Suzu i Ktezifont. Iz partskog vremena datiraju brojni pronalasci u okolici grada. U Ekbatani se nalazila jedna od partskih kovnica novca koja je kovala brončani dram (antička kovanica i mjera za težinu).
Ekbatana je spomenuta i u Bibliji, u Knjizi o Ezri.

### Sasanidsko Carstvo (224.-651.)
Ekbatana je ostala vjerna Partima do 226. godine, kada je Ardašir I. porazio Artabana IV. i osvojio Ekbatanu sa sjevera, uz Atropatenu . Postoje oprečni dokazi o tome je li Ekbatana korištena kao ljetna prijestolnica Sasanida ili ne. Prema Ibn al-Fakihu, zgrade su građene između Ktesifona (prijestolnice Sasanida) i planine Alvand, ali ne i dalje od toga.
Nakon bitke kod Nihavanda 642. godine, Ekbatanu je osvojila muslimanska vojska, a oko 1220. godine grad je potpuno uništen u mongolskoj invaziji. Timur je 1386. godine opljačkao Ekbatanu i pobio njegovo stanovništvo.

### Moderno doba
Na području antičke Ekbatane nalazi se moderni iranski grad Hamadan, koji prema popisu iz 2005. godine ima 550.284 stanovnika. Ekbatanu u Iranu ne treba miješati s Ekbatanom (Hamath) u Siriji, gdje je prema Herodotu umro perzijski vladar Kambiz II.

## Poveznice
- Perzepolis
- Pasargad
- Suza (Iran)
- Medija
- Astijag
- Ahemenidsko Perzijsko Carstvo
- Ahemenidi

## Vanjske poveznice
|  | Zajednički poslužitelj ima još gradiva o temi Ekbatana |

- Službena stranica Ekbatane  Arhivirana inačica izvorne stranice od 22. travnja 2008. (Wayback Machine)
- Prava Hagmatana u sjeverozapadnom Iranu? (perzijski jezik)
- Britannica enciklopedija: Ekbatana
- Ekbatana, Livius.org  Arhivirana inačica izvorne stranice od 25. siječnja 2014. (Wayback Machine)
- Ekbatana, IranChamber.com